# Краснодарская городская дума
Краснодарская городская дума — представительный орган муниципального образования города Краснодара. Депутаты городской думы избираются на пять лет в количестве 52 человек по мажоритарной системе.

## Состав и формирование
В Краснодаре и Краснодарском крае существует развитая система местного самоуправления и законодательных органов с начала 1990-х годов, аналогично Законодательному Собранию Краснодарского края, которое существует с 1994 года. В 90-е года был сформирован первый состав городской думы Краснодара.

## Как избирается
- Выборы депутатов проводятся по мажоритарной системе относительного большинства.
- Гражданин РФ, достигший 18 лет и обладающий пассивным избирательным правом, может быть избран депутатом городской Думы.
- Избрание происходит путем всеобщего, равного и прямого тайного голосования на муниципальных выборах.
- Очередные выборы депутатов проходят во второе воскресенье октября года, когда заканчивается срок полномочий действующего созыва.[3]

## Особенности избрания главы города
С 19 июня 2025 года изменён порядок избрания главы города Краснодара: теперь мэра выбирает городская Дума из кандидатов, предложенных губернатором Краснодарского края. Губернатор обязан представить не менее двух кандидатур, а подготовку кандидатов могут вносить также политические партии, совет муниципальных образований и общественная палата региона.